# Dương Trọng Tế
Dương Trọng Tế (chữ Hán: 楊仲濟, 1727-1787), trước có tên là Dương Trọng Khiêm, là một văn thần nhà Lê trung hưng trong lịch sử Việt Nam.

## Cuộc đời
Ông là người xã Lạc Đạo, huyện Gia Lâm, tỉnh Bắc Ninh (nay là xã Lạc Đạo, huyện Văn Lâm, tỉnh Hưng Yên).
Sử sách không cho biết gia thế và cuộc đời lúc nhỏ của ông, chỉ biết năm 27 tuổi, ông và anh ruột là Dương Nễ đều thi đỗ Tiến sĩ khoa Giáp Tuất (1754) thời vua Lê Hiển Tông. Sau đó, Dương Trọng Tế được bổ làm quan tại triều, trải các chức Hàn lâm Hiệu lý, Giám thí, Thiêm đô Ngự sử...và được phong tước là Thời Trung hầu.

### Tố giác Trịnh Lệ
Khi Dương Trọng Tế ra làm quan được ít lâu, thì bị bãi chức vì tội nhận tiền của hối lộ. Mãi sau nhờ phát giác việc Trịnh Lệ (còn gọi là Trịnh Đệ) mưu tranh ngôi chúa mới được phục chức. Theo sử liệu thì:
Côn Quận công Trịnh Bồng là con Uy Nam Vương Trịnh Giang, anh họ Tĩnh Đô Vương Trịnh Sâm. Trước đây khi chúa Trịnh Sâm chưa biết lập con cả (Trịnh Khải còn được gọi là Trịnh Tông) hay con thứ (Trịnh Cán), đã có hồi định lập Trịnh Bồng nhưng sau lại thôi. Đời chúa Trịnh Khải (tước Đoan Nam Vương), kiêu binh mấy lần ngỏ ý tôn Trịnh Bồng lên ngôi chúa, khiến ông phải vào cung gặp chúa Khải để tự sự rồi trốn đi.
Còn Thụy Quận công Trịnh Lệ là con Minh Đô Vương Trịnh Doanh, và là em ruột chúa Trịnh Sâm. Thời chúa Trịnh Doanh cầm quyền, Trịnh Lệ đã có ý tranh ngôi chúa với anh cả là Trịnh Sâm. Đến khi cha chết (mùa xuân năm Đinh Hợi [1767]), Trịnh Sâm được lên nối ngôi, Trịnh Lệ bèn bàn với gia thần là Tiến sĩ Phạm Huy Cơ rồi mật hẹn với Dương Trọng Tế và Nguyễn Huy Bá để cùng đi lật đổ. Nhưng sau đó Trọng Tế lại thầm đi tố giác, làm cho Phạm Huy Cơ và nhiều đồng đảng bị giết. Riêng Trịnh Lệ, vì nghĩ tình ruột thịt nên chúa Trịnh chỉ cách chức và bắt giam, cho đến khi Trịnh Khải lên kế ngôi chúa, ông này mới được tha...

### Xé chiếu chỉ vua Lê
Tháng 7 năm 1786, vua Lê Hiển Tông qua đời, con của Thái tử Duy Vỹ (đã bị Trịnh Sâm giết) là Lê Duy Kỳ lên nối ngôi lấy hiệu là Chiêu Thống. Sau khi dựng lại triều Lê vốn đã rất suy yếu, thủ lĩnh quân Tây Sơn là Nguyễn Huệ dẫn lực lượng trở về Quy Nhơn. 
Lúc bấy giờ, danh tướng trong thiên hạ thì có Thạc quận công Hoàng Phùng Cơ, Liễn quận công Đinh Tích Nhưỡng; còn văn thần có binh lực mạnh mẽ thì chỉ có Tiến sĩ Dương Trọng Tế.
Theo Hoàng Lê nhất thống chí, thì:
Văn thần Dương Trọng Tế vốn không biết việc binh. Nhưng Tế có Dương Vân là con trai người anh ruột, tính rất hung tợn, vẫn thường tụ tập những phường vô loại, hoành hành ở các làng xóm, ai cũng phải khiếp sợ. Lúc quân Nam ra, Vân ngầm cho gọi thợ rèn đến rèn đúc khí giới. (Nguyễn Quang) Bình (tức Nguyễn Huệ) sai người tìm thợ rèn, nhân biết việc đó, bèn cho tróc nã bọn Vân. Vân đóng cổng làng, bắt hết những người của Bình đem giết đi. Trọng Tế cả sợ, bất đắc dĩ mới phải khởi binh, kéo cờ, chiếm cứ huyện Gia Lâm. Chỉ trong mười ngày, quân của Tế đã lên trên một vạn. Quân tuần tiễn của Tây Sơn sang đánh không hạ nổi.
...Đến lúc quân Nam (chỉ quân Tây Sơn) lén rút đi, trong thành trống rỗng, các quan bàn nên gọi các hào kiệt vào giữ hoàng thành. Bấy giờ ai có người nào quen biết, đều xin nhà vua ban chỉ đi vời. Trong một ngày, chỉ dụ đưa đi đến hơn mười đạo. Nhưỡng và Tế cũng đều ở trong số những người bị gọi. 
Nghe tin này, phe Trịnh Lệ liền hiệp cùng Trương Tuân từ vùng Văn Giang cho quân qua đò Thanh Trì (ngoại thành Hà Nội) tiến vào cung Tây Long. Để chuộc lại lỗi xưa, Dương Trọng Tế lúc ấy đang đợi thời cơ ở Gia Lâm, bèn đem quân tới xin giúp.
Sách Khâm định Việt sử Thông giám cương mục chép như sau:
...Đang đêm Trọng Tế lên lầu ở phủ chúa, nổi trống hội họp trăm quan để lập Trịnh Lệ làm chúa, nhưng do quá vội vàng không có vị quan nào tới cả. Được tin ấy, nhà vua (Lê Chiêu Thống) sai người mang chiếu thư đến vặn hỏi vì sao nổi trống mà không xin lệnh. Dương Trọng Tế xé ngay tờ chiếu thư trước mặt sứ giả, rồi cùng với Trịnh Lệ mưu tính nhóm quân gây biến. Cùng lúc ấy, Trịnh Bồng dâng biểu xin được về chầu vua, lời lẽ rất nhã nhặn, nên được triệu về triều. Bấy giờ, bề tôi trong triều thấy rõ việc làm của Dương Trọng Tế là trái lẽ nên đều bỏ Trịnh Lệ mà về với Trịnh Bồng.

### Chạy lên Kinh Bắc
Khi Trịnh Bồng về đến cầu Nhân Mục (Từ Liêm, ngoại thành Hà Nội) thì Trịnh Lệ liền sai Trương Tuân và Dương Trọng Tế đem quân ra ngăn lại. Lúc này, Trọng Tế lại thấy phe Trịnh Bồng về thế và lực đều mạnh hơn Trịnh Lệ, cho nên ông đã bí mật sai một gia tướng là Nguyễn Mậu Nệ đến xin hàng. Việc này, Trương Tuân không hề hay biết, cho đến khi quân của đối phương tiến sát kinh thành, Trương Tuân mới hoảng lên khi nhìn thấy đoàn quân dẫn đầu lại chính là đoàn quân của Trọng Tế.
Bị nội phản, đội quân của Trương Tuần liền tan rã. Lập tức, Trương Tuân hộ tống Trịnh Lệ chạy lên phía Bắc. Mặc dù ngã theo Trịnh Bồng, nhưng Dương Trọng Khiêm lại sợ vua Lê không bao dung cho mình vì tội xé chiếu thư, nên không dám vào hoàng thành mà vội vã chạy lên trú ở đất Kinh Bắc (vùng Bắc Ninh ngày nay).
Sách Lê quý kỷ sự  chép khác một vài chi tiết. Đoạn văn đó như sau:
Khi quân Tây Sơn rút khỏi Thăng Long, (Trịnh) Lệ cũng từ Kim Hoa (vùng nằm giữa Tuyên Quang và Hà Giang) kéo quân về trấn cũ là Tuyên Quang. Lúc ấy, Thời Trung hầu là Dương Trọng Tế đem hết bản bộ theo Lệ. Lệ bèn đem quân về phủ chúa ở Thăng Long, lên ngôi ở phủ đường và nổi trống coi chầu.
Bấy giờ, Tế liền chia (quan lại) thành các ban thứ để lạy mừng, đồng thời, sai quân đi canh giữ các cửa ô của kinh thành. Sáng sớm hôm sau, Tế tự làm biểu tâu xin với Tự Hoàng (chỉ vua Lê Chiêu Thống) cho Trịnh Lệ được nối ngôi chúa, nhưng Tự Hoàng có ý trách Trịnh Lệ đã tự tiện chuyên quyền nên cả giận mà không chịu chuẩn y, giấy tờ chuyển đạt đi lại ba bốn lần mà vẫn không xong. Bọn Trịnh Lệ muốn làm loạn, nhưng ngay lúc ấy, Côn Quận Công là Trịnh Bồng gửi tờ biểu tới Tự Hoàng, lời lẽ rất ôn tồn, mềm dẻo, Tự Hoàng bèn hạ chiếu chỉ mời Trịnh Bồng đến...
(Trọng) Tế được tin (Trịnh) Bồng sắp đến, liền đem quân ra chống cự, bày trận ở cửa ô Xã Đàn và cửa ô Trường Bắn. Bồng sai tướng đem quân đến đánh. Tế đại bại. Lúc ấy, Tự Hoàng cũng sai lính canh ở hoàng thành đánh khép lại. Quân của Tế cự chiến. Một hoàng thân là Dương Quận Công bị trúng mũi thương mà chết, Tế liền cướp đường chạy sang phía Bắc. Dư đảng của Tế đều bị bắt và bị giết. Sau khi Lệ và Tế bỏ phủ chúa mà chạy, Trịnh Bồng liền vào thành...
Được vua Lê triệu về triều, Trịnh Bồng dần dần lấn át quyền hành của vua. Tháng 9 năm Bính Ngọ (1786), trước yêu cầu phong vương của Trịnh Bồng, nhà vua cự tuyệt. Nhưng rồi trước áp lực từ triều thần cùng lực lượng quân đội ủng hộ Trịnh Bồng do Đinh Tích Nhưỡng chỉ huy kéo từ Hải Dương về Thăng Long, vua Lê buộc phải nhượng bộ và phong cho Trịnh Bồng là Nguyên soái, Tổng quốc chính, Yến Đô Vương.
Tuy nhiên, bản thân Trịnh Bồng là kẻ nhu nhược và lười biếng, không biết tự chuyên cho nên chính sự đương thời đều do Đinh Tích Nhưỡng cả. Mà Đinh Tích Nhưỡng vốn là tướng võ biền, nên việc cai trị càng rối loạn hơn. Ngay giữa ban ngày, thủ hạ ra sức cướp bóc dân cư gần kinh thành, không có hiệu lệnh ngăn cấm. Mọi người đều cho là không còn hy vọng gì....

### Bày mưu phế lập
Mâu thuẫn giữa cung vua và phủ chúa lên đến đỉnh điểm và bùng phát thành bạo lực vào tháng 11 năm Bính Ngọ (1786), sau sự kiện Dương Trọng Tế.
Theo sử nhà Nguyễn thì ban đầu Trọng Kế chạy trốn lên vùng Kinh Bắc và ít lâu sau thì chạy về vùng Gia Lâm. Trong lúc ấy, Trịnh Bồng cũng muốn mau chóng của cố địa vị của mình, cho nên sai người đi triệu Trọng Khiêm về kinh thành. Việc này khiến ông vừa mừng vừa lo. Mừng là vì được chúa Trịnh Bồng dung nạp (được cai quản bộ Hộ), còn lo là vị sợ vua Lê tìm cách trả thù.
Sau khi cân nhắc, Trọng Tế bèn ngầm khuyên Trịnh Bồng đem quân vây chặt hoàng thành, bắt giết hết những quan lại nào thuộc phe nhà vua, rồi lập một ông vua khác. Nghe lời, chúa Trịnh Bồng bèn sai Nguyễn Mậu Nễ và Bùi Nhuận nhân đêm tối bí mật đem quân vào cấm thành. Hay tin có biến, vua Lê Chiêu Thống lập tức triệu hết các hoàng thân đem binh mã đến để cùng chống đỡ.
Khi ấy, có viên Đề lãnh là Hoàng Phùng Cơ vốn không cùng phe cánh với Trọng Tế, lại có nhà riêng ở trong hoàng thành, cho nên ông này liền đem hết quân bản bộ của mình ra đánh trả. Trước lực lượng mạnh mẽ của nhà vua, Nguyễn Mậu Nễ sợ nên cho quân rút lui. Sau sự kiện này, vua Lê Chiêu Thống liền phê mật chỉ mời Nguyễn Hữu Chỉnh lúc ấy đang làm Trấn thủ ở Nghệ An về triều. Thừa cơ hội, Hữu Chỉnh bèn lấy danh nghĩa phù Lê để mộ quân. Nhờ vậy, chỉ trong khoảng mười ngày chiêu tập được một vạn lính.

### Bị xử chém
Được tin đội quân của Hữu Chỉnh đang hùng hổ tiến ra Bắc, chúa Trịnh Bồng liền cử Trọng Tế giữ chức Trấn thủ Thanh Hoa (sau là Thanh Hóa) để cầm quân cản ngăn. Trọng Tế bất đắc dĩ phải vâng mệnh, nhưng cứ dùng dằng mãi. Đến khi quân của Hữu Chỉnh đã vượt sông Thanh Quyết (tức là sông Gián Khẩu, đoạn hạ lưu sông Đáy) mà quân của Trọng Tế mới đến làng Bình Vọng (tức làng Bằng, huyện Thường Tín, Hà Đông cũ). Không dám đối đầu, Trọng Tế liền cho thu quân rồi chạy một mạch lên Kinh Bắc, đến nổi không kịp vào gặp chúa Trịnh Bồng.
Ở Kinh Bắc, Dương Trọng Tế liền cùng cháu là Dương Vân, học trò là Nguyễn Mậu Nễ, đắp đồn lũy ở huyện Gia Lâm để cố thủ...Nhưng chẳng bao lâu sau, Nguyễn Hữu Chỉnh sai hai bộ tướng là Nguyễn Như Thái và Hoàng Viết Tuyển mang quân đánh dẹp lực lượng của Trọng Tế. Bị thua trận, Trọng Tế bị bắt giải về Thăng Long.
Sách Hoàng Lê nhất thống chí (hồi thứ 8) chép:
Vua (Lê) nghe tin đã bắt được Tế, liền sai thảo bản kể tội của Tế, để làm cho nghiêm chỉnh pháp điển. Chỉnh tâu: "Xin kéo hắn ra cửa Bắc mà chém đi là xong, chẳng cần phải làm bẩn bút mực!
Phan Lê Phiên nói: "Với tên giặc khác, cố nhiên nên như vậy. Nhưng Tế là người học hành thi đỗ, xuất thân trong hàng tiến sĩ mà dám làm việc phản nghịch như thế, thật là kẻ tội nhân trong danh giáo. Sao được chết một cách im lặng như vậy? Bởi thế, cần vâng theo chỉ ý của hoàng thượng, nêu rõ tội ác của y, để cho người khác thấy y mà biết răn mình, thì bọn ngang ngược kia mới dẹp đi được". Rồi Phiên cầm bút thảo lời "Luận tội" dâng lên...
(Nghe xong) Vua truyền "được", rồi lập tức sai bọn Tuyển mặc quần áo trận, bắt Tế đưa đến nhà Thái học phủ phục chịu tội, rồi điệu đến Trường thi võ mà chém.
Năm ấy (1787), Dương Trọng Tế vừa tròn 60 tuổi.

## Đánh giá
GS. Nguyễn Khắc Thuần viết:
Giảo hoạt thay Dương Trọng Khiêm (tức Trọng Tế). Trước, Khiêm tố cáo mưu phản của Trịnh Đệ (tức Trịnh Lệ) cứ tưởng y là trung thần; sau, Khiêm xé chiếu thư của nhà vua, cứ tưởng y là kẻ cương trực. Dè đâu, suốt đời hắn chỉ là một tên phản bội, phản bội bất cứ ai...